# Битва при Нинъюани
Битва при Нинъюани (кит. трад. 寧遠之戰) — произошедшее в 1626 году сражение между войсками китайской империи Мин, защищавшими крепость Нинъюань, и войсками чжурчжэньского государства Поздняя Цзинь.

## Предыстория
В конце 1618 года объединитель маньчжурских племён Нурхаци выступил в поход на китайские владения, и к 1625 году завоевал Ляодун (земли к востоку от реки Ляохэ).

## Ход сражения

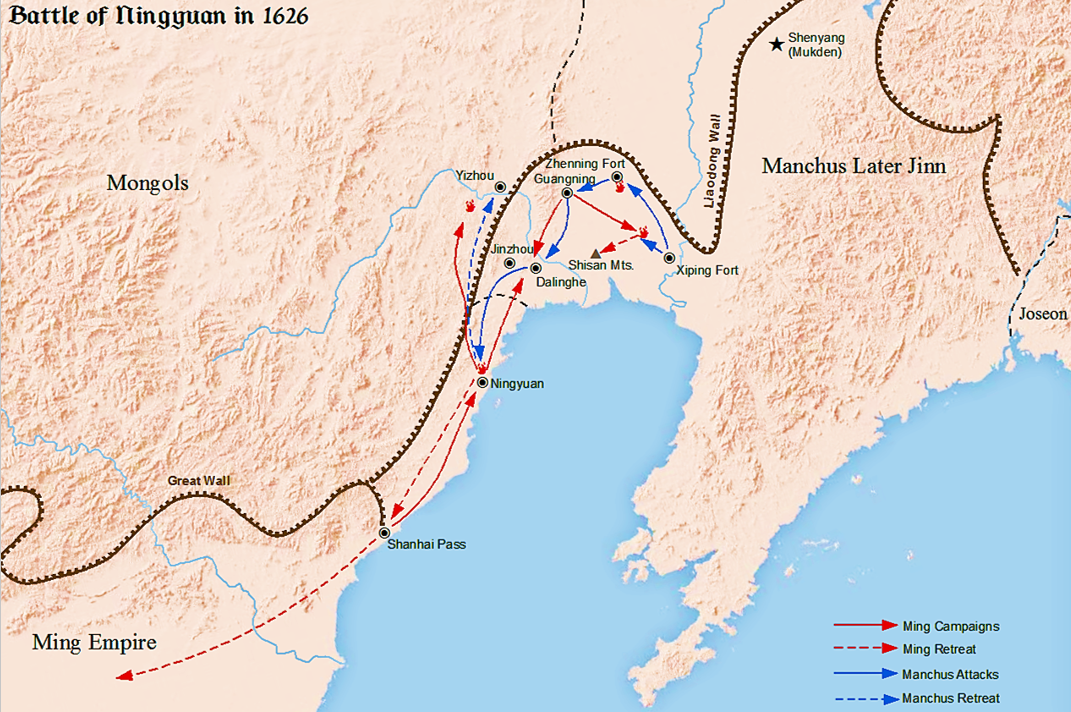
Битва при Нинъюани

10 февраля 1626 года маньчжурская армия выступила в новый поход — на этот раз против Ляоси (земель к западу от Ляохэ). 19 февраля маньчжуры подошли к крепости Нинъюань. Командующий обороной крепости Юань Чунхуань, зная об успехах Нурхаци, заранее позаботился об усилении своих войск. В крепости были установлены изготовленные с помощью португальских иезуитов артиллерийские орудия.
Не имея представления об артиллерии, маньчжуры приготовили для штурма крепости свои новинки — щиты-колесницы. 22 февраля в 6 часов утра отборные части маньчжурской пехоты в металлических доспехах, конники в латах и щиты-колесницы начали штурм восточных ворот Нинъюани. Достигнув стен в 70 местах, воины принялись долбить их, но в этот момент из города ударили португальские пушки. По свидетельству находившегося при Нурхаци корейского посла Хан Хвана, неуязвимые для стрел и камней щиты-колесницы в считанные минуты оказались разбитыми в щепы. То, что не удалось разрушить, было подожжено связками хвороста, начинёнными смолой и серой. Сидевшие в щитах-колесницах солдаты не успевали выскочить и сгорали заживо. После полудня маньчжуры отступили.
25 февраля штурм был повторён, но в результате успешной вылазки двухсот китайцев-смертников и мощных пушечных ударов щиты-колесницы были уничтожены. Обозлённый Нурхаци, не снимая осады, совершил набег на остров Цзюхуадао, где были сосредоточены китайские запасы продовольствия, и, захватив всё, что мог, вернулся.
27 февраля был начат третий штурм, однако он тоже закончился неудачей.

## Итоги и последствия
Некоторые версии истории маньчжуров утверждают, что во время третьего штурма Нинъюани Нурхаци получил тяжёлое ранение, от которого так и не смог оправиться, в результате чего умер полгода спустя.